# Cayley-tétel
A Cayley-tétel a csoportelmélet egy jelentős eredménye, mely azt mondja ki, hogy minden G csoport izomorf a Sym(G) szimmetrikus csoport valamely részcsoportjával. A G csoport Sym(G) szimmetrikus csoportja nem más, mint a G halmaz önmagára vett összes bijekciójának (tehát permutációjának) csoportja a függvénykompozícióval mint művelettel ellátva.
Az összes G → Sym(G) csoporthomomorfizmus meghatároz egy G-hatást a G-n, de a tétel szerint van egy kitüntetett T: G → Sym(G) homomorfizmus, mely izomorfizmus és amit a csoport reguláris- vagy Cayley-reprezentációjának nevezünk.
A Cayley-tétel következménye, hogy minden tétel, ami permutációcsoportokra igaz, az csoportokra is igaz, mivel minden csoport ábrázolható permutációcsoportként. Az elnevezés Arthur Cayley nevét őrzi.

## Története
Burnside
szerint a bizonyítás Jordan
érdeme, viszont Eric Nummela
úgy érvel, hogy bizony a Cayley-tétel megnevezés a helytálló. Cayley abban az 1854. évi cikkében, ahol az algebrai csoport fogalmát is
bevezette 
megmutatta a bijekció létezését, de nem bizonyította, hogy az homomorfizmus is. Nummela megjegyzi azonban, hogy Cayley ezt az eredményt közölte a kor matematikai közösségével, így megelőzte Jordant mintegy 16 évvel.

## Bizonyítás
(1) Tekintsük minden g ∈ G elemre az
lg: G → G, lg(x) = gx (x ∈ G)
úgy nevezett g-vel történő baleltolást. Rögzített g-re lg bijekció (sőt, automorfizmus) G-n. Egyfelől injektív, ugyanis ha minden x,y ∈ G-re
lg(x) = lg(y)
azaz gx = gy, akkor g-1gx = g-1gy, tehát
x = y
Másrészt minden G-belit felvesz képként, ugyanis ha h ∈ G, akkor
lg(g-1h) = gg-1h= h.
(2) Belátjuk, hogy az összes baleltolásokat indexelő
T: G → Sym(G), T'(g)=lg, (g ∈ G)
leképezés injektív homomorfizmus (azaz monomorfizmus).
Egyrészt minden x,g,h ∈ G-re
(lg o lh)(x) = lg(lh(x)) = lg(hx) = ghx= lgh(x)
tehát
T'(g) o T'(h) = T'(gh)
azaz T művelettartó.
Másrészt minden g,h ∈ G-re, ha
T'(g) = T'(h)
azaz lg = lh, akkor az e ∈ G egységelemen is ugyanazt veszik föl, azaz
ge = he
azaz g = h.
(3) A T homomorfizmus képe részcsoport Sym(G)-ben, és T injektív, így a Im(T) izomorf G-vel és Im(G) a G csoportreprezentációja Sym(G)-ben.